# Утка (морской термин)

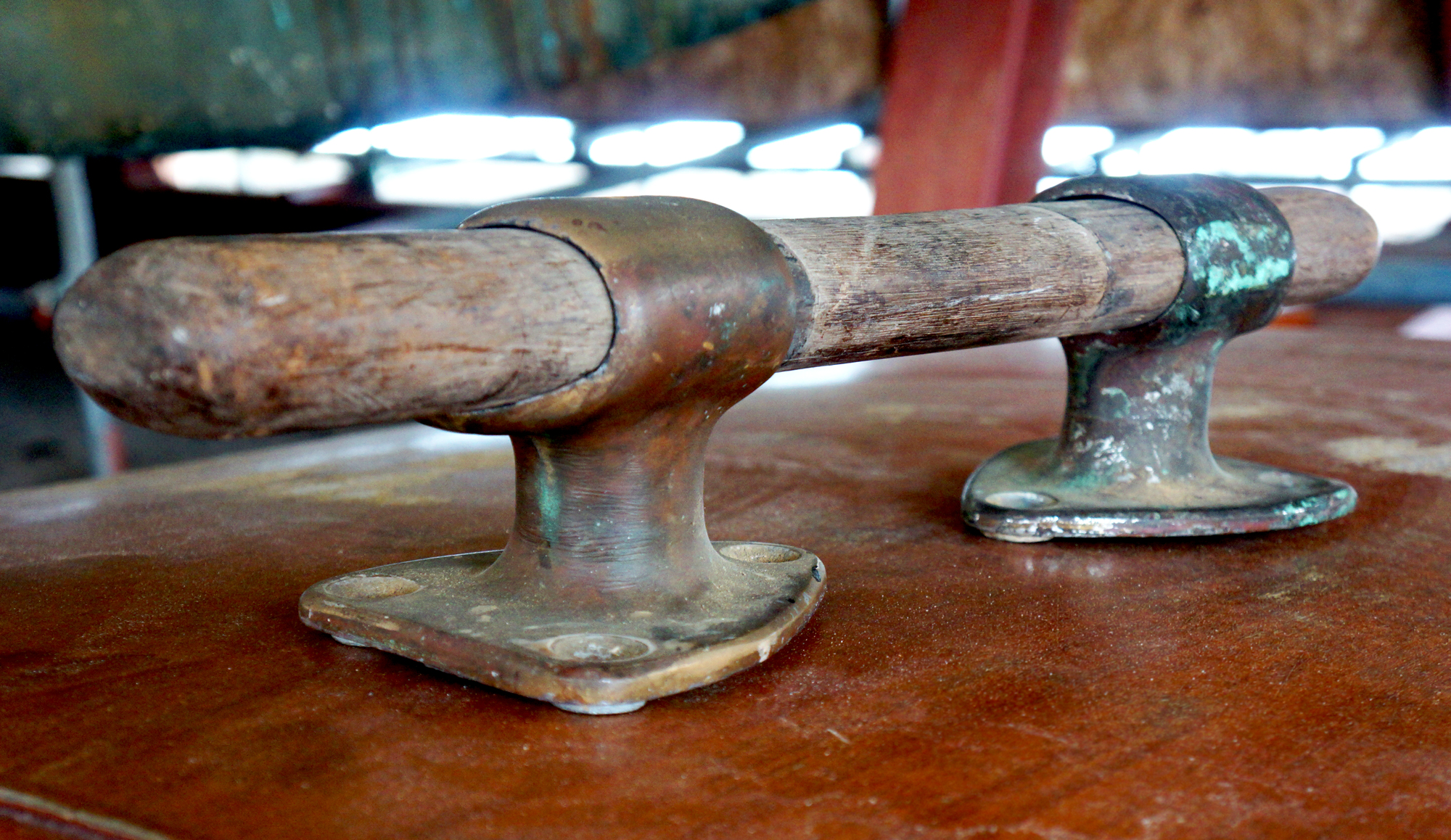
Подлинная утка яхты Britannia XIX века

У́тка (другое слово, не позднее XVIII века — «кнехт»; слово «кнехт» может быть использовано для уточнения названия уток на больших судах, у которых конструкция разная, но функции одинаковые) — дельная вещь на судне, часто укреплённая на палубе для закрепления на ней различных тросов.

## Функция
- Швартовка (чаще всего); обычно устанавливают парные дельные вещи на причале; утка на причале позволяет швартоваться способом «серьга» для скорой самостоятельной отшвартовки
- Буксировка
- Крепление бегущего такелажа
- Крепление любых тросов

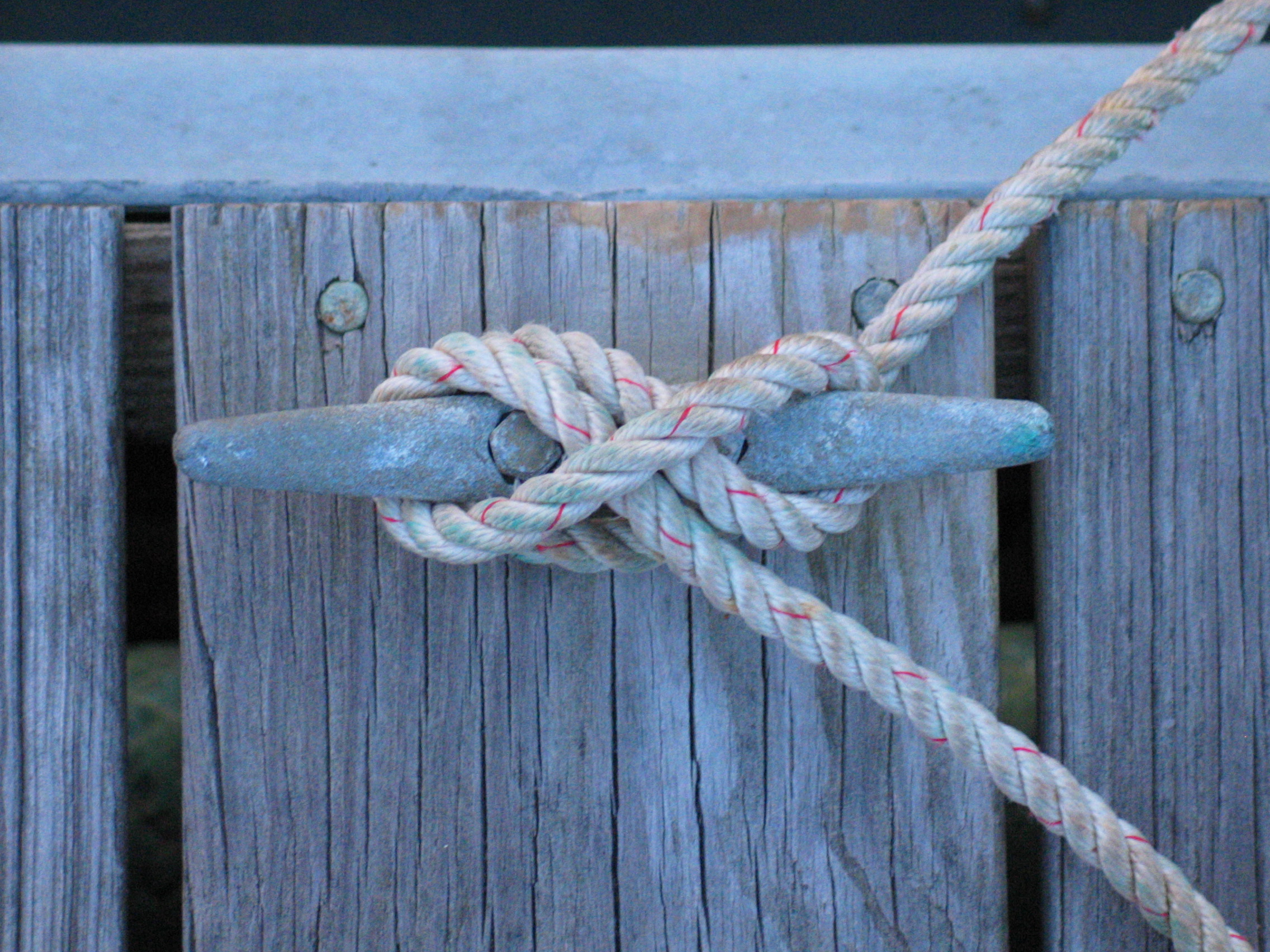
парная дельная вещь на причале (а не на судне)
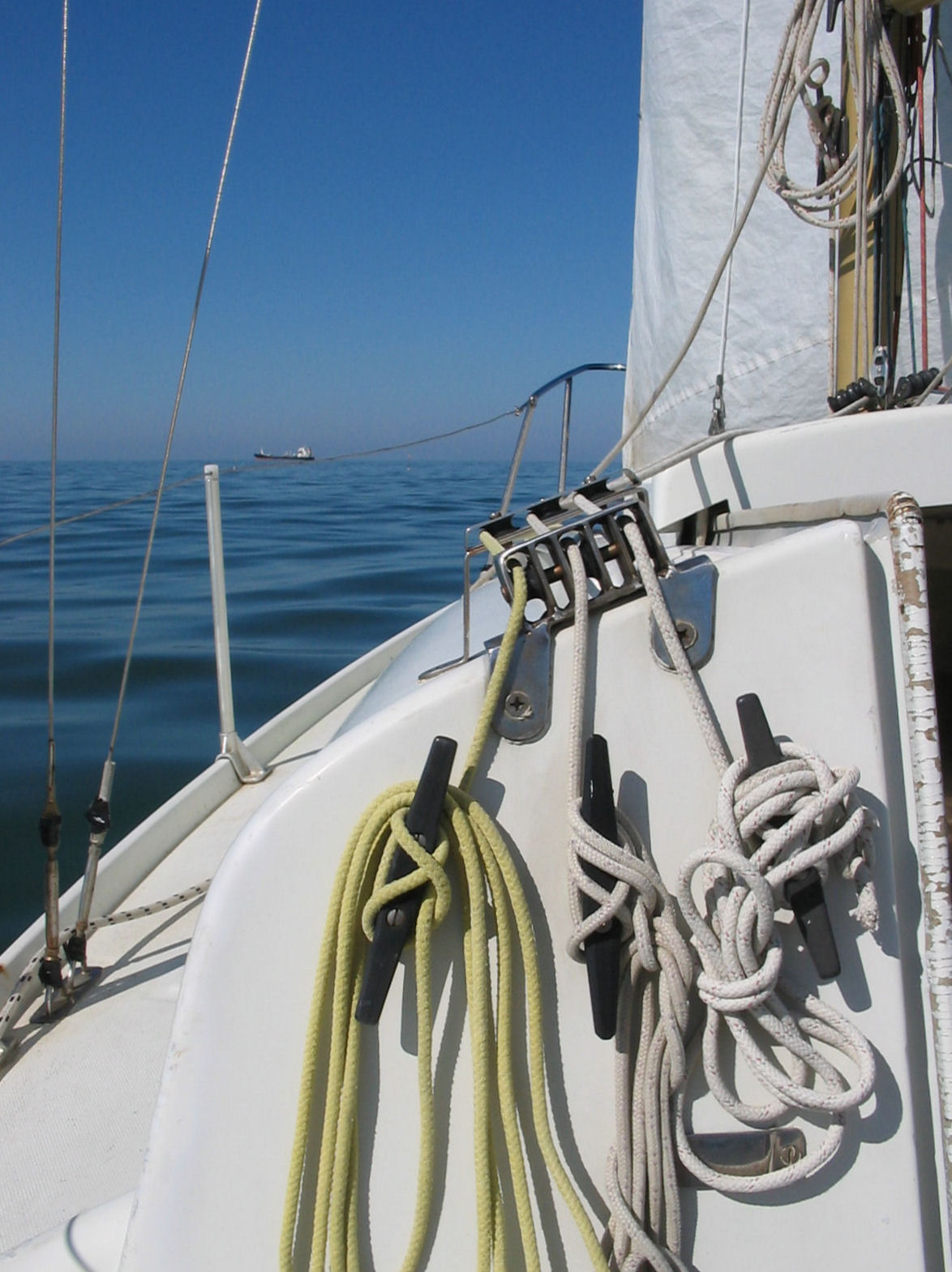
утки для бухт бегучего такелажа
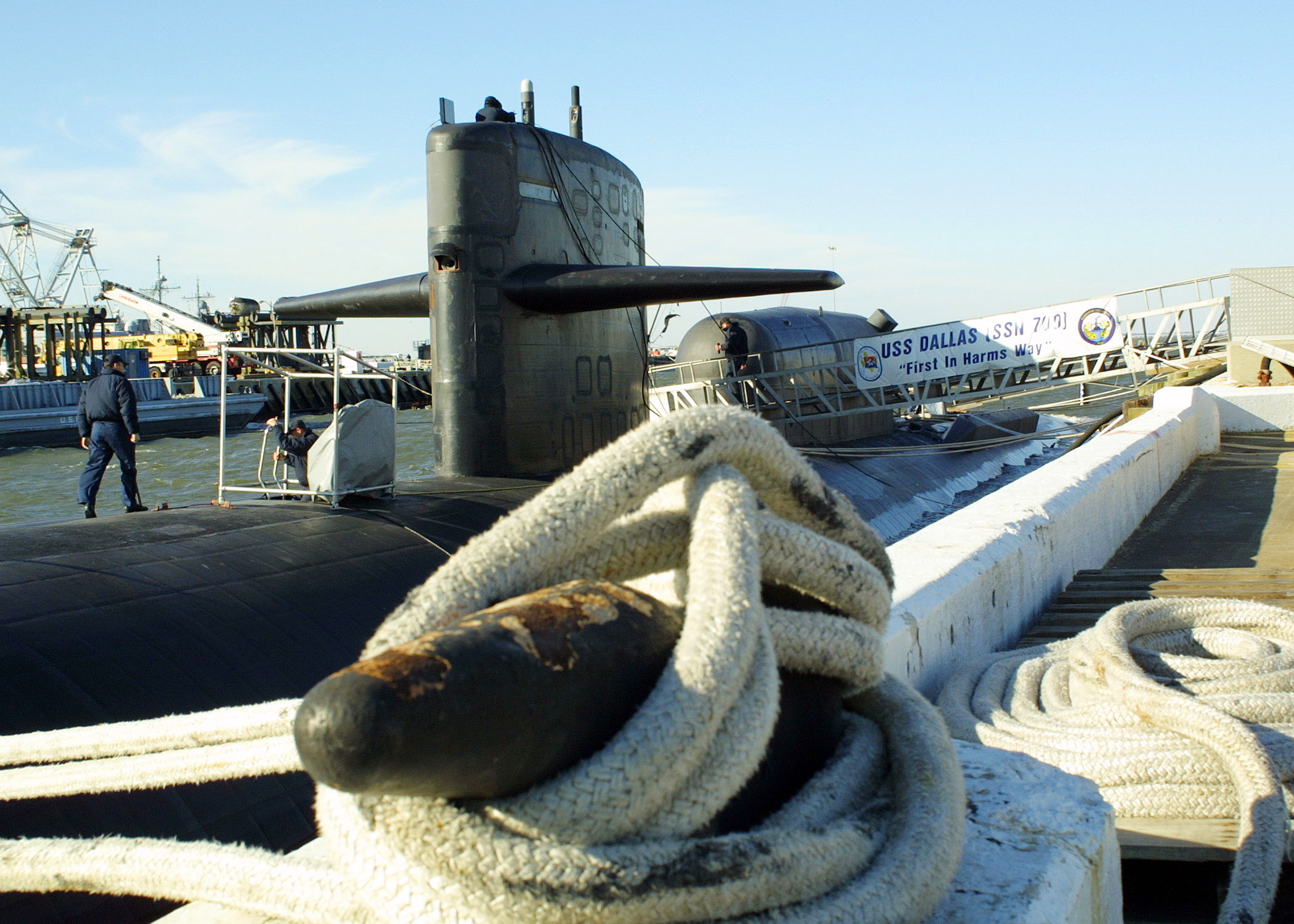
швартовая утка на причале
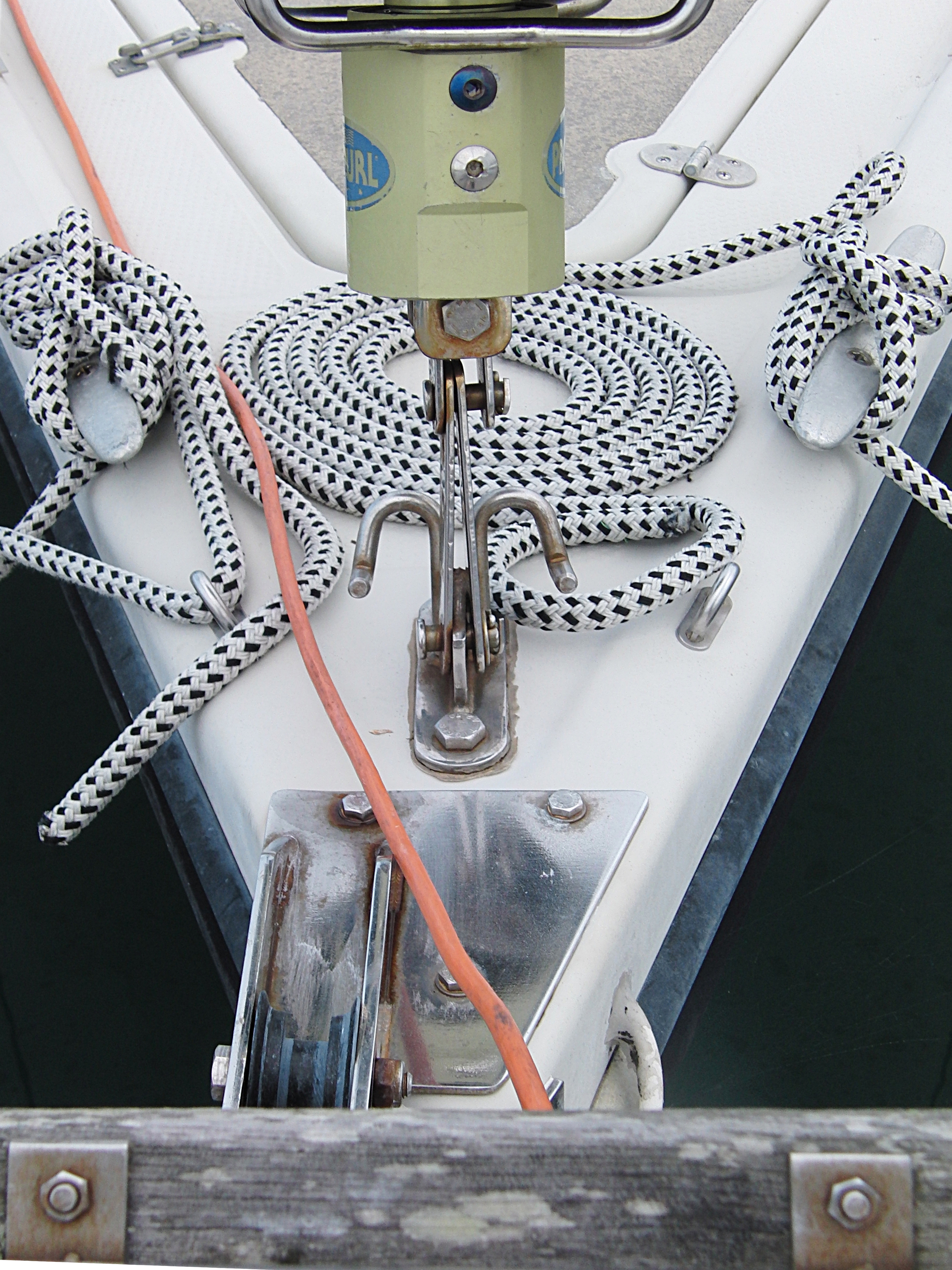
швартовные и буксирные утки на носу яхты

## Использование

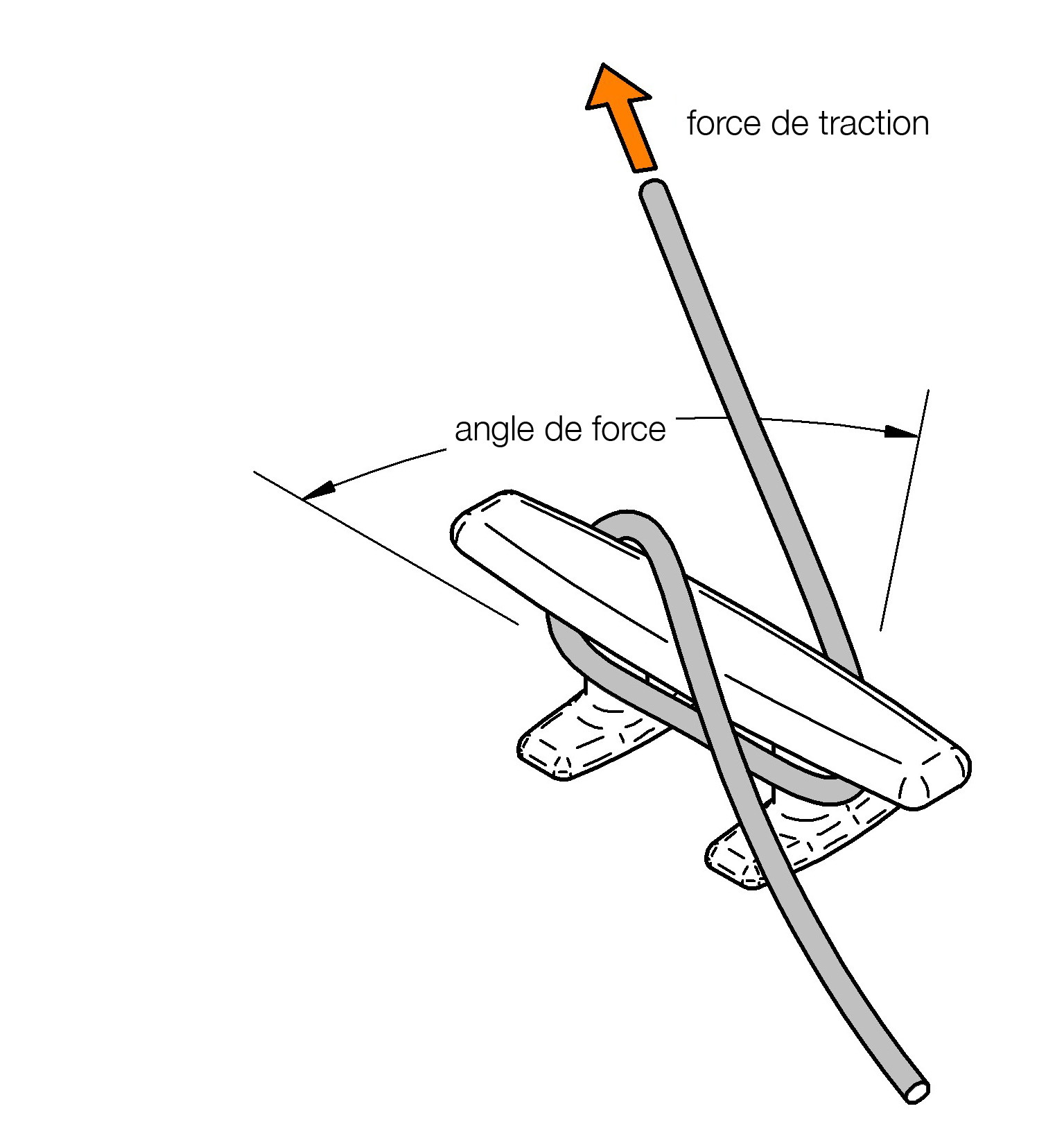
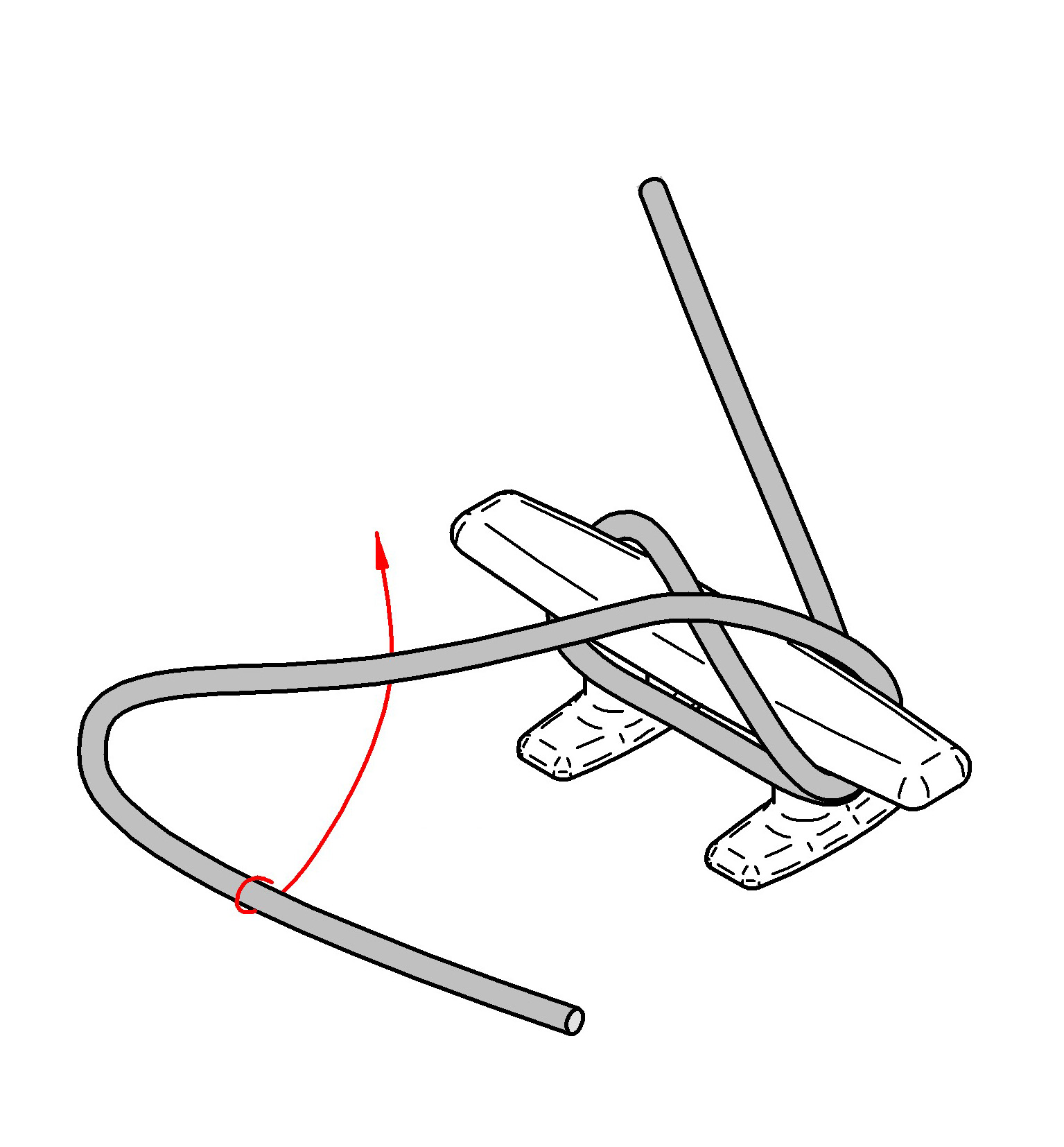
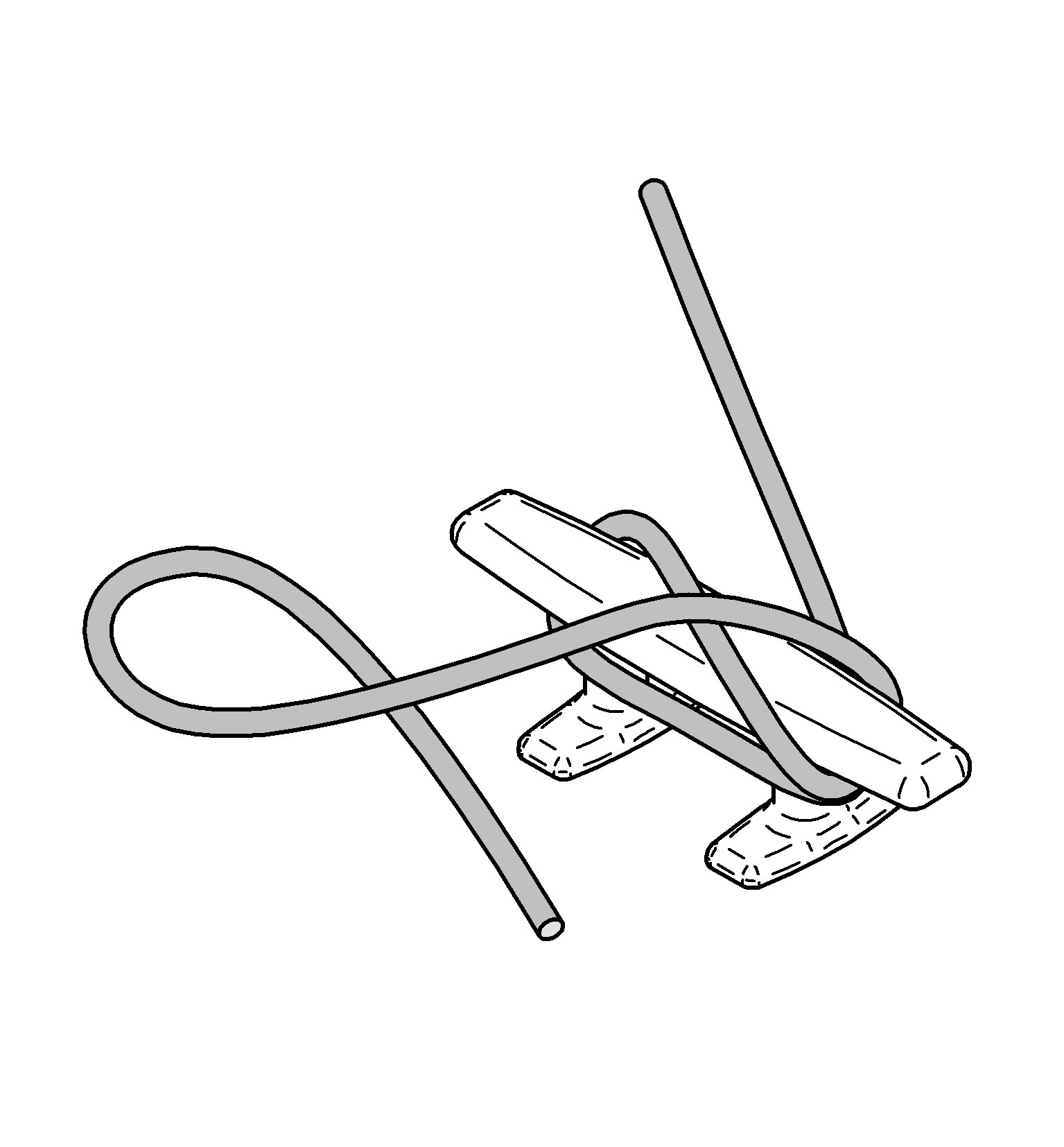
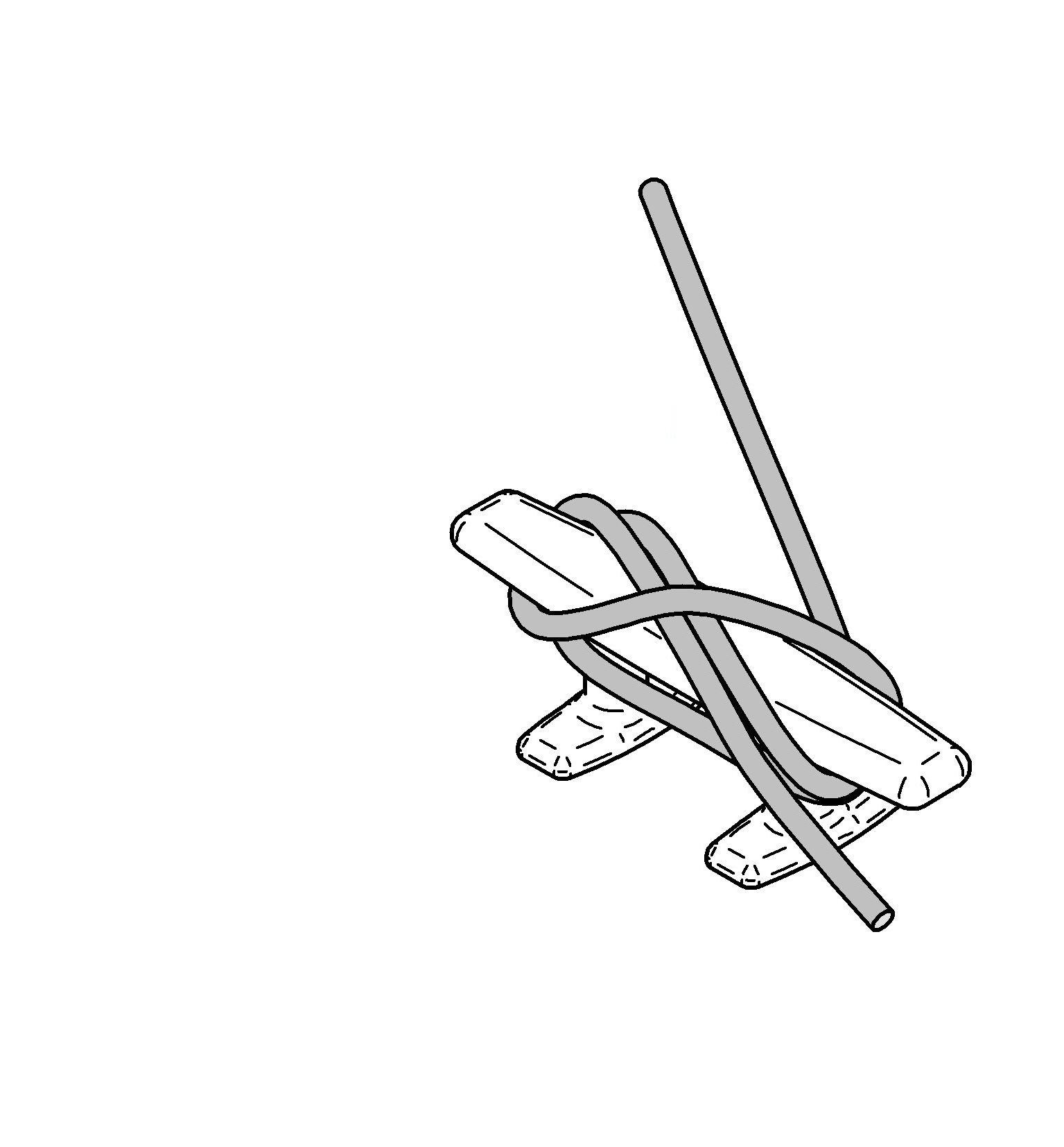

Существуют несколько способов крепления троса на утке:
- Американский способ — завести трос за дальний край утки; наложить восьмёрку, ходовой конец которой перекрутить так, чтобы он оказался под восьмёркой (важно учитывать соотношение диаметра троса и размера утки)[3]
- Европейский способ — сделать 1—2 шлага вокруг основания утки (шлаг предотвращает обрыв троса вследствие подтравливания, а также позволяет контролировать выдачу троса при отшвартовке); наложить восьмёрку (восьмёрки создают большее трение, чем шлаги), ходовой конец которой перекрутить так, чтобы он оказался под восьмёркой
- Английский способ (ОХО) — сделать шлаг вокруг основания утки; наложить восьмёрку; наложить шлаги вокруг утки оставшимся концом троса

## Дизайн

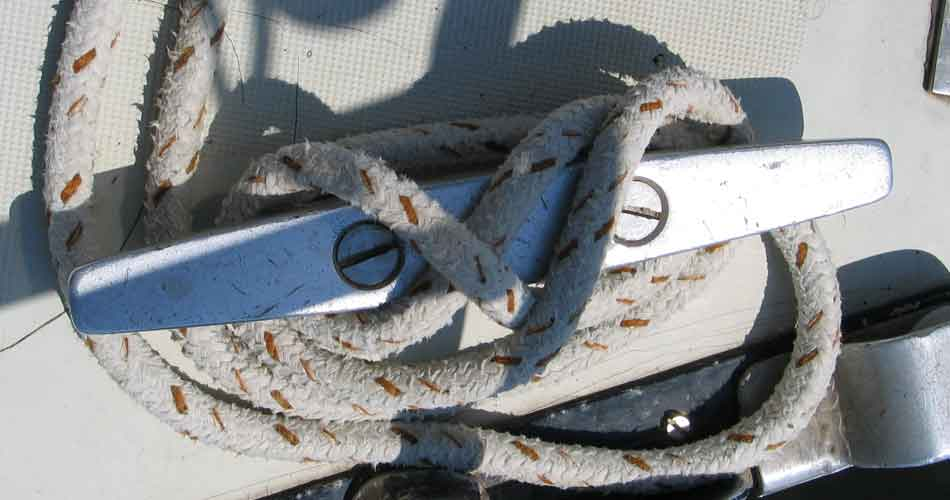
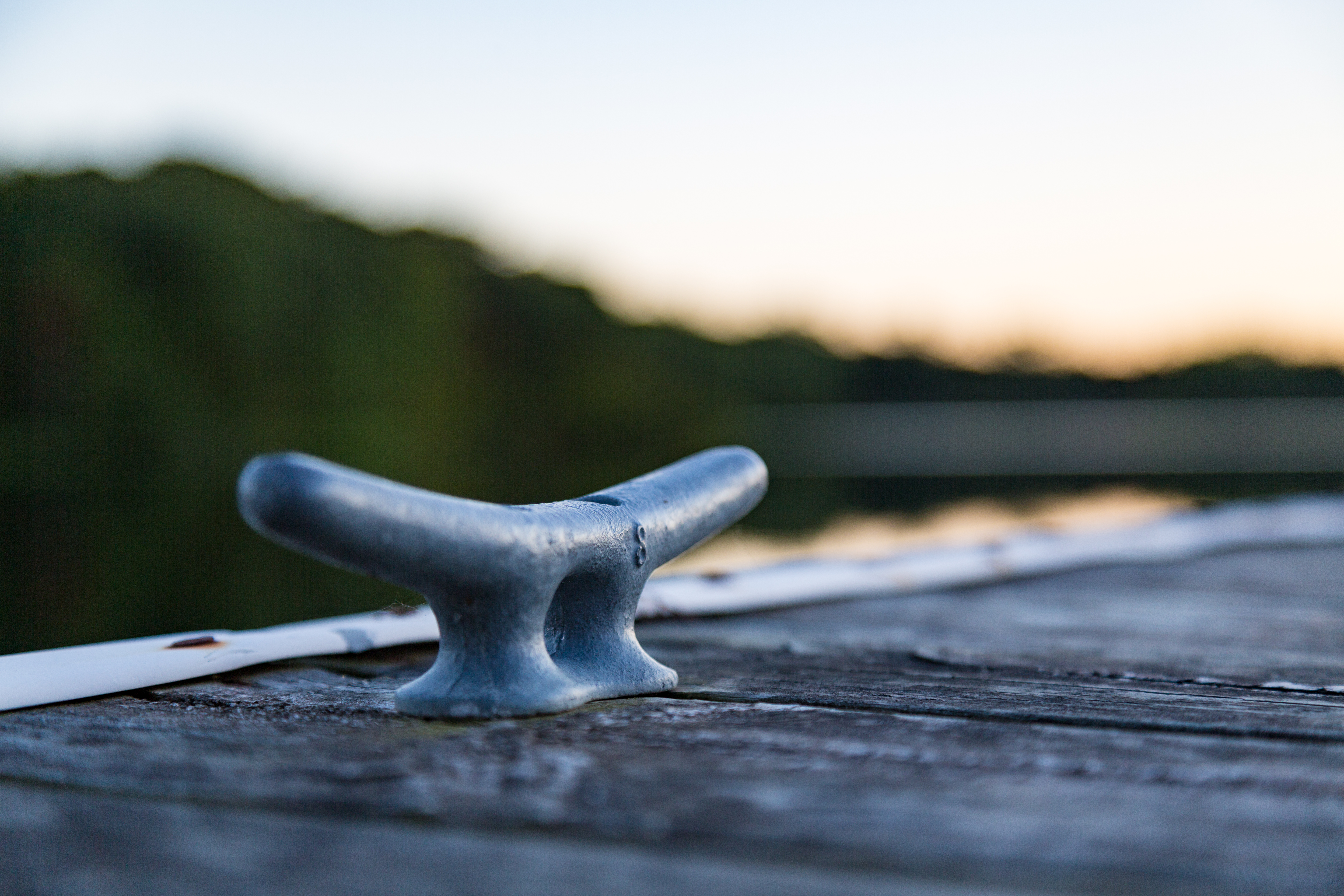
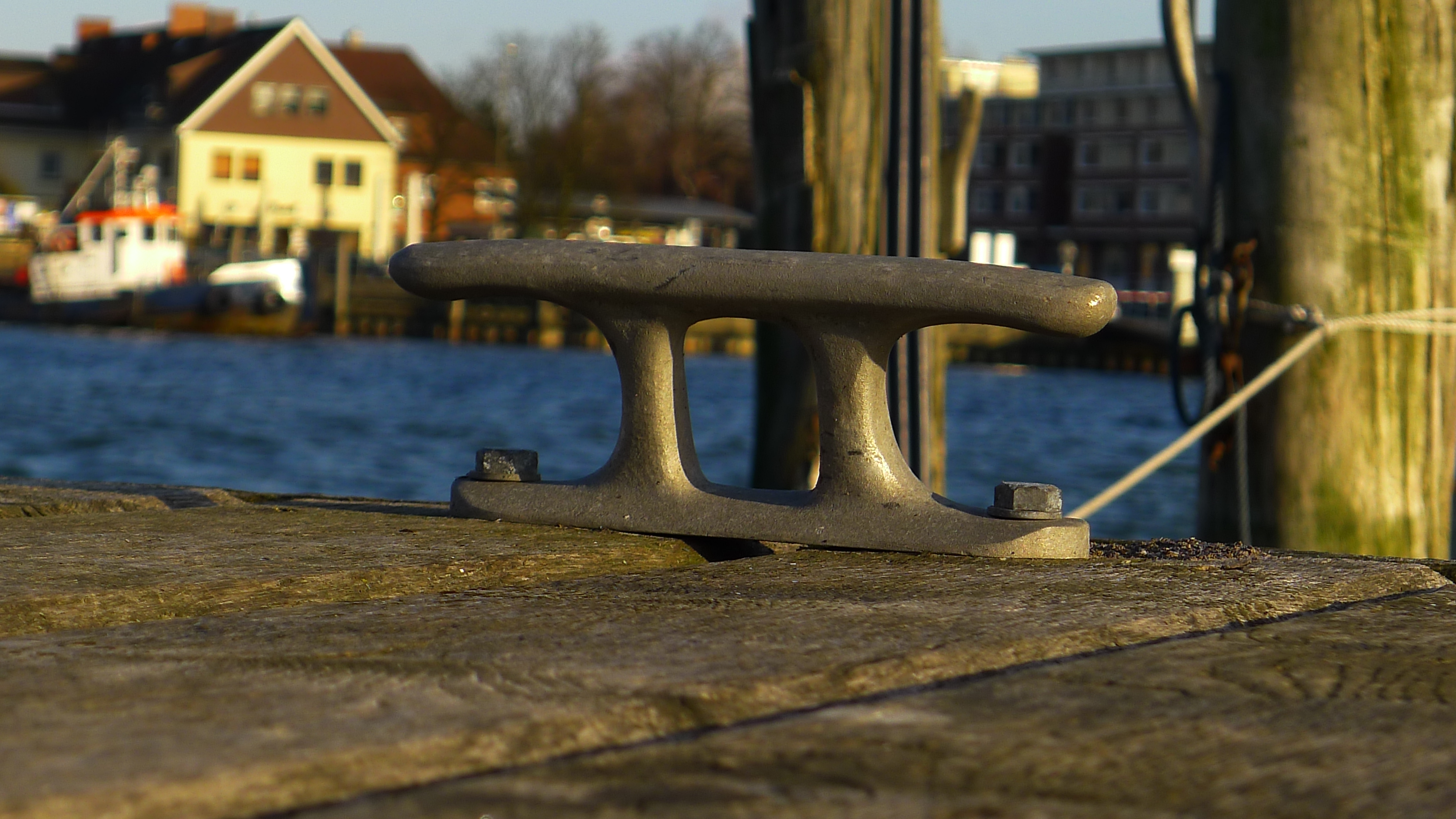
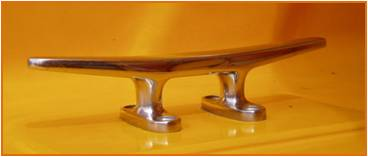
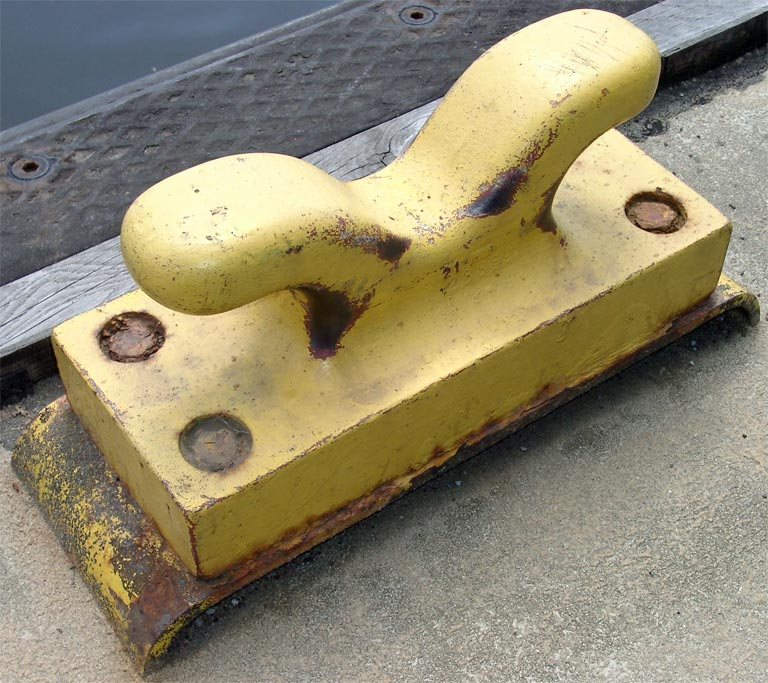
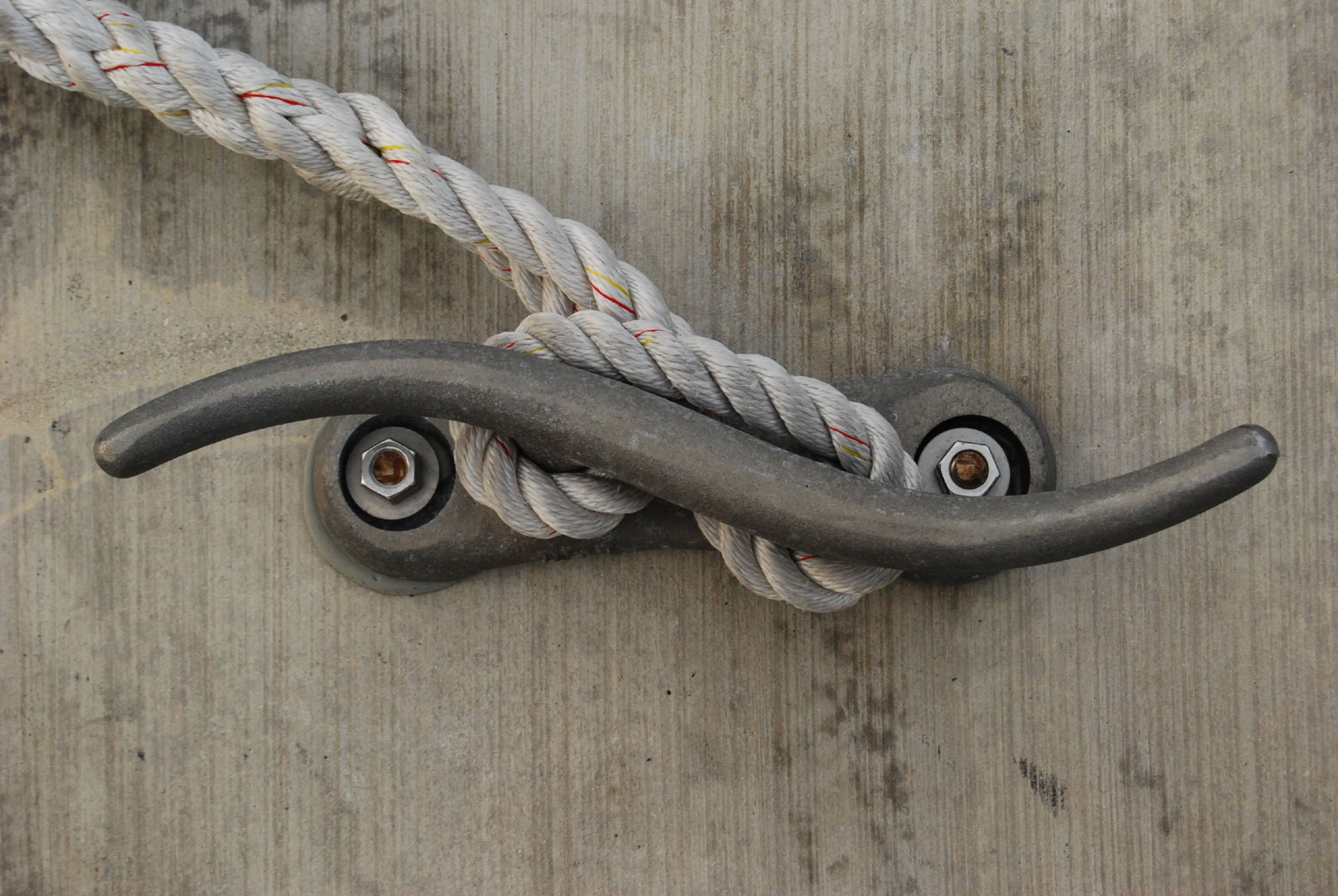